# Siège administratif du port autonome de Liège

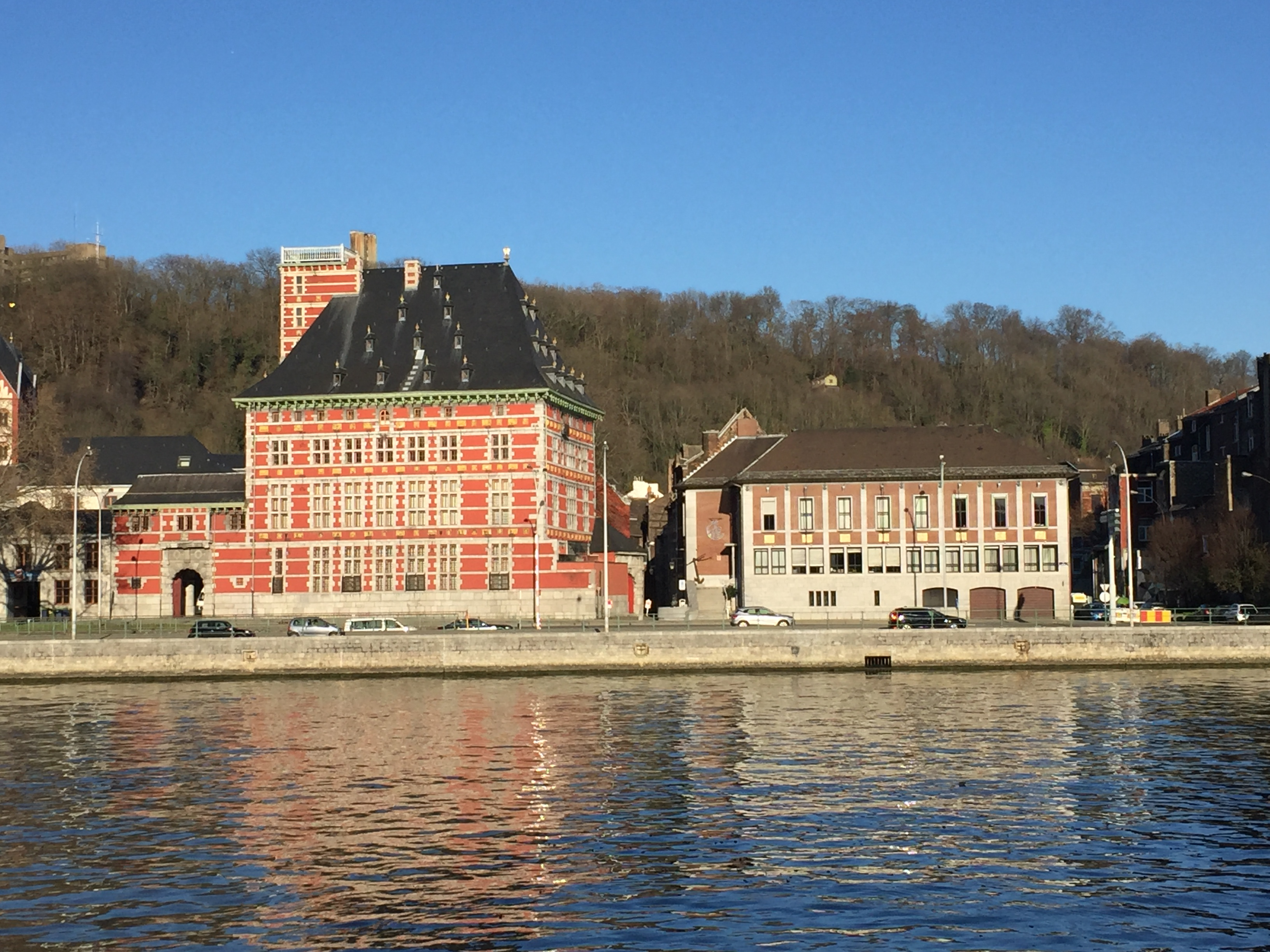
À gauche le musée du Grand Curtius et à droite, le siège administratif du PAL.

Le siège administratif du port Autonome de Liège est un bâtiment de style néo-mosan créé par les architectes Roger Bastin et Jacques Dupuis à la suite de la mise en place d'un concours décidé par le conseil administratif du port autonome de Liège en octobre 1944. Situé à Liège au bord de la Meuse, le long du quai de Maestricht et du quai Saint-Léonard, la construction commença en 1946 et l'inauguration se déroula le 29 octobre 1949. Implanté à côté du musée Curtius, de style mosan et édifié au début du XVIIe siècle, il fut demandé aux architectes belges de penser à l'architecture du futur siège administratif en accord avec les formes architecturales du musée.

## Contextualisation

### Port autonome de Liège
Le port autonome de Liège (PAL) est une institution publique édifiée en juin 1937 qui gère trente-et-un port de la Meuse. Il fut créé pour gérer les travaux liés au réseau fluvial de Liège et placer les zones portuaires de la région liégeoise sous une même autorité.
À la suite de sa création, son conseil d'administration décida le 27 octobre 1944 de lancer un concours en vue de créer leur siège administratif dans la Cité ardente. La ville décida d'une parcelle de 390 m2 le long de la Meuse à côté du musée Curtius.
Les lauréats de ce concours étaient Roger Bastin et Jacques Dupuis, deux architectes issus de la Cambre.

### Contexte urbain

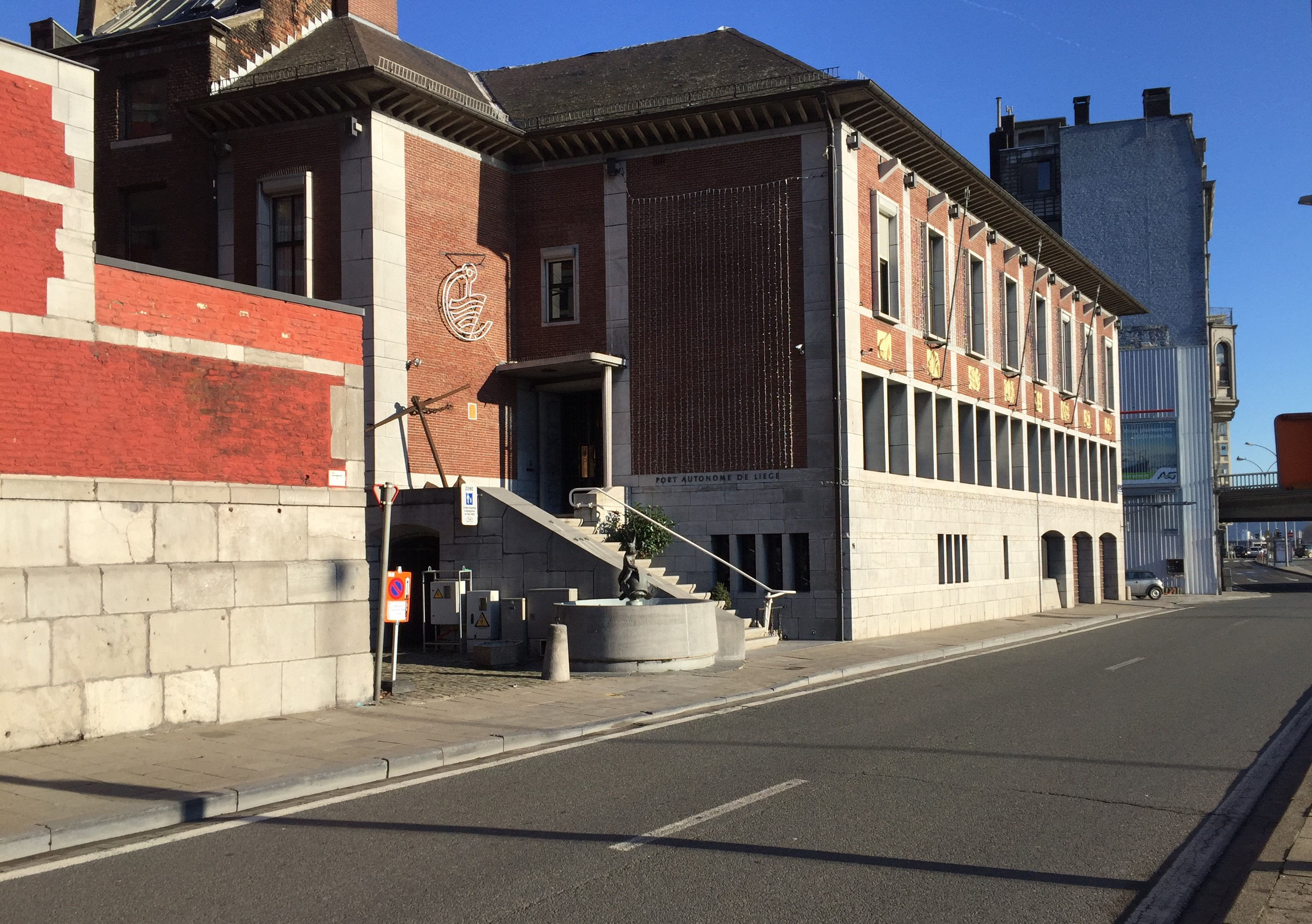
Photo du quai de Maestricht sur l'entrée du bâtiment.

Le quai de Maestricht autrefois connu comme le rivage de Hongrée fut pavé au XVIIe siècle. N'étant pas aussi densément peuplé qu'aujourd'hui, il était principalement constitué d'hôtels et de résidences en lien avec la collégiale Saint-Barthélemy.
Lorsque la fondation du port s'y établit, les quais sont toujours en service pour charger des marchandises sur le transport fluvial. Toutefois, le réseau routier commence à prendre de l'importance vers 1950. Au début des années 1980, les travaux du quai de Maestricht change l'image de celui-ci pour devenir ce que nous connaissons aujourd'hui en 2020. Une « autoroute urbaine » y est construite et le quai ne sert plus de point de charge pour le transport fluvial.
Cette transformation répandue aux quais de Liège lui fait perdre son rapport à l'eau et son utilisation par les piétons (sauf les jours du marché de la Batte).

### Insertion urbanistique
La parcelle sur laquelle est implanté le siège du PAL tient sa forme d'un plan d'alignement créé en 1934 à la suite de la décision de 1927 d'élargir le quai de Maestricht.
Sept ans plus tard un projet est adopté et la Ville de Liège décide de retravailler le plan du parcellaire de manière à exproprier une zone suffisante pour l'élargissement, mais aussi pour l'alignement des façades (zone jaune sur le plan).
Roger Bastin et Jacques Dupuis prirent la décision de créer une fermeture de l'îlot formé par la rue des Aveugles, le quai de Maestricht et la rue du Mont-de-Piété. Pour ce faire, ils tracent une implantation en forme de "U" qui s'inscrit dans les limites du terrain et se rattache aux maisons des rues adjacentes. De cette manière, ils laissent un espace vide au milieu de la parcelle qui permet la création d'une cour et l'entrée de lumière.
Ensuite, bien que s'inscrivant dans les limites de ce terrain trapézoïdal, les architectes choisiront de dynamiser l'entrée en décrochant l'escalier extérieur par rapport au ligne directrice du volume. C'est-à-dire qu'ils décident de mettre en retrait l'entrée vis-à-vis des différentes rues grâce à un dispositif d'escalier qui forme le front à rue (une théâtralisation).
En effet, la demande du concours était un édifice à deux étages qui répond harmonieusement au musée Curtius. Les architectes respectent ces conditions en s'inspirant des caractéristiques mosanes. Pour ce faire, le bâtiment est construit sur un soubassement en pierre sur tout un niveau de manière à le mettre à l'abri des crues de la Meuse et donner une stature à l'institution (le système d'entrée placé au premier étage renforce encore plus ce sentiment de stature).
L'utilisation de matériaux traditionnels mosans tels que la pierre bleue, l'ardoise et la brique rouge était donc évidente pour la création des façades et de l'extérieur. Par contre,pour les techniques constructives, Ils ont plutôt opté pour des techniques modernes à leur temps.La structure est composée de colonnes en béton, les planchers de hourdis en béton et la toiture d'une charpente en acier malgré la rareté de celui-ci pendant la reconstruction d'après-guerre.

## Extérieur

### Façades

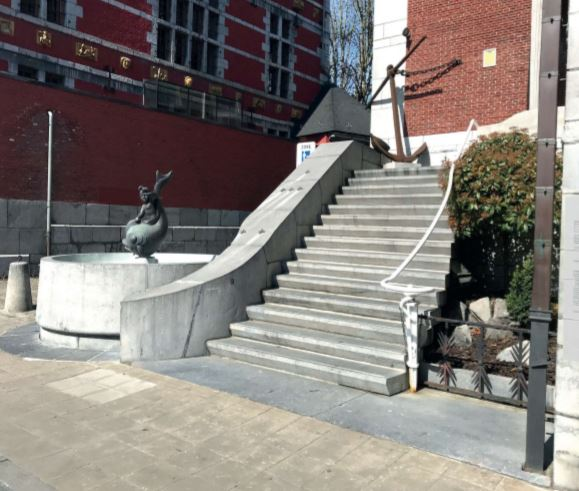
Escalier principale.

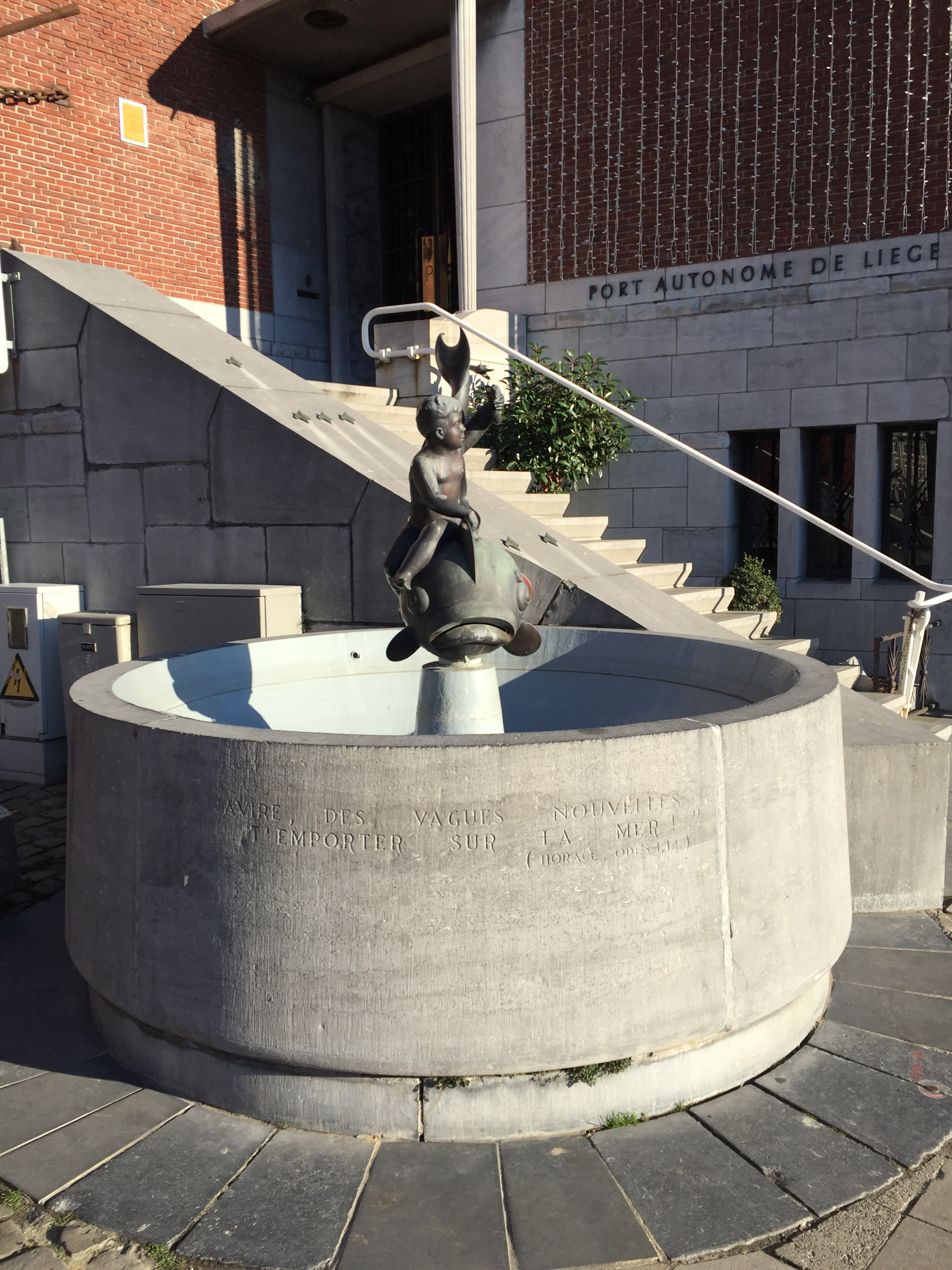
Inscription : « Ô navire, des vagues nouvelles vont t'emporter sur la mer » (Horace, Odes, I.14).

À la suite du règlement du concours qui imposait une harmonisation avec le palais Curtius, la composition des façades du PAL a été influencée par le style mosan qui compose celui-ci.
Malgré tout, puisque le siège administratif du PAL est un projet du XXe siècle et non du XVIe siècle, il leur a été permis des écarts d'interprétation.
La bâtisse est composée d'un soubassement en grès de Vinalmont tout comme au palais Curtius, mais étant utilisé différemment.
Dans ce cas-ci, il est utilisé pour toute la partie du rez-de-chaussée servant de cave technique.
La composition de cet étage n'est pas symétrique. La partie gauche est composée de fenêtres hautes et étroites qui nous rappellent les meurtrières des châteaux forts alors que sur la partie droite sont disposées des ouvertures pour les garages et le charbon. Tout ceci témoigne d'une volonté de masse qui prend assise sur le lieu.
Le premier étage est composé de pierre en grès de Vinalmont et de brique. Il accueille l'entrée principale du côté rue du Mont-de-Piété et est bordé d'une série de fenêtre rapprochée pour tendre vers une certaine horizontalité.
Ensuite, un bas-relief d'œuvre sculpté en liens avec la vie portuaire est mis en place entre le premier étage et le deuxième étage de sorte à accentuer encore plus cette idée d'horizontalité.
Pour finir, une toiture débordante vient couvrir le tout grâce à une structure métallique et la couverture est composée d'ardoise.

### Entrée
L'entrée se fait par le premier étage sur l'angle du bâtiment au croisement du quai de Maestricht et de la rue du Mont-de-Piété. Elle est accessible par un imposant escalier en pierre ornée par une vasque de pierre calcaire surplombé par une sculpture en bronze et espacé de la façade par un espace de verdure.
Cette mise en place de l'entrée donne un certain sentiment de stature à l'établissement.

## Intérieur

### Organisation spatiale
Le programme soumis à l'époque par le port autonome pour son siège administratif comprend en premier lieu des espaces de bureau (en rouge) et un petit logement pour accueillir un concierge (en bleu). Ensuite comme toute grande institution, un logement pour le directeur a été demandé et s'établit principalement au deuxième étage (en vert)

### Locaux administratif du port

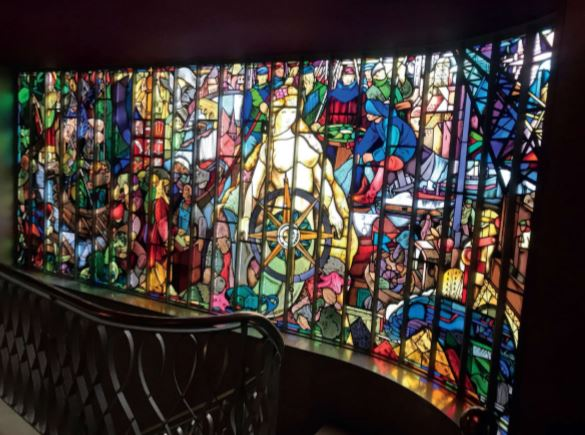
Vitrail de Charles Gilbret « La cité et son Fleuve »

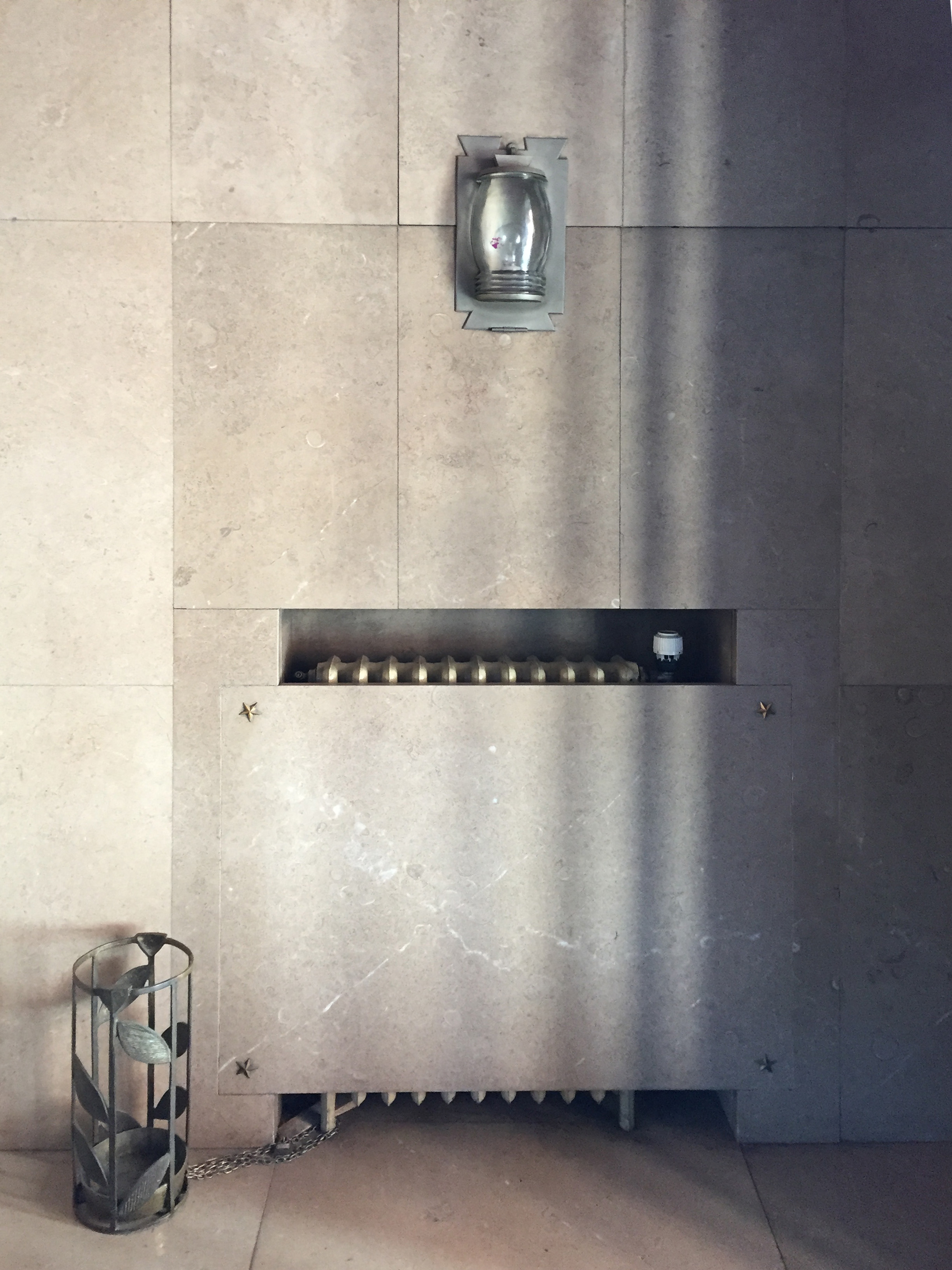
Remarquez jusqu'où est poussé le détail.

La fonction principale reste la gestion administrative et fonctionnelle du port. L'entrée principale débute par un sas qui nous mène dans un hall parcourant toute la longueur du bâtiment de manière parallèle au quai. Sur la partie gauche, prend place un majestueux escalier qui tend à fixer une partie de l'espace par sa présence. À l'inverse, sur la droite, une série de colonne en béton armé décoré d'un revêtement métallique nervuré rythme ce lieu. S'ajoutent à cela, les multiples entrées de bureau qui s'ouvrent vers la Meuse.
L'ensemble de ces bureaux sont largement ouvert sur le quai de Maestricht en direction de la Meuse par une série de fenêtre au premier étage. Ils sont organisés de manière rationnelle et orthogonale. Seul ceux aux angles ressentent les obliques de l'implantation.
L'escalier dont la montée ce fait dans la direction de l'entrée est légèrement en oblique par rapport au hall. Celui-ci nous permet d'accéder au deuxième étage ou l'on découvre un vitrail du côté de la cour qui nous compte de moments de la cité et de son fleuve.
C'est, face à ce vitrail que l'on trouve la salle du conseil.

### Locaux techniques
Les locaux techniques se trouvent principalement au rez-de-chaussée. On y trouve la chaufferie et sa cave a charbon, un double garage, mais aussi des espaces collectifs comme un réfectoire pour les employés et des sanitaires.
Ces lieux son éclairé par des ouvertures sur la cour intérieur et par de petites ouvertures en façades extérieurs qui nous rappellent les meurtrières des châteaux forts de sorte à limiter les intrusions autant humaines, que aquatiques dû aux crues de la Meuse. 

### Logement du concierge
L'accès à la conciergerie se fait par l'entrée principale. Les espaces de jours se composent d'un petit séjour et d'une pièce à vivre ouverte sur la rue du Mont-de-Piété. Un escalier étroit permet d'arriver aux espaces de nuit composés de deux chambres ouvertes vers le palais Curtius et d'une salle de bain donnant sur la cour intérieure.
On remarque que ce logement est beaucoup plus modeste que celui du directeur puisque l'ensemble de ses espaces représente presque la moitié de l'autre.

### Logement du directeur
Les espaces dédié au logement du directeur se trouve le long de la rue des Aveugles. Il y possède son accès personnel par le rez-de-chaussée.
Cet accès donne sur un hall qui nous mène à une cave côté rue et une buanderie côté cour intérieure. Au fond de ce hall se trouve un escalier qui nous mène soit sur les locaux administratifs au premier étage soit au logement sur le second.
Arrivé au second étage, l'escalier débouche sur un hall qui donne accès aux espaces de jour, mais aussi aux espaces administratifs du deuxième étage. 
Le living est doublement orienté grâce à sa forme en « L » le long du quai de Maestricht et de la Rue des Aveugles. De grandes baies verticales s'ouvrent sur ses deux façades.
La cuisine, se retrouve séparée à l'arrière du bâtiment. Elle cherche des ouvertures sur la cour intérieure.
Du côté de l'escalier le long du mur mitoyen, son disposée deux chambres et une salle d'eau identifiable en façade par ses petites ouvertures.